# Passage West
Passage West (Irsk: An Pasáiste Thiar) er en irsk by i County Cork i provinsen Munster, i den sydlige del af Republikken Irland med en befolkning (inkl. opland) på 5,203 indb i 2006 (4,595 i 2002).